# Kunstforum Salzkammergut
Das Kunstforum Salzkammergut ist ein Kunstverein in der Region Salzkammergut mit Sitz in Gmunden, dessen Mitglieder sich mit verschiedenen Kunstformen beschäftigen. Die 1928 gegründete Künstlergilde Salzkammergut hat sich 2008 in Kunstforum Salzkammergut umbenannt.
Der Verein betreibt eine eigene Galerie in Gmunden und organisiert für die dazugehörigen Künstler Ausstellungen, Kooperationen mit anderen Institutionen, Publikationen, Lesungen, Konzerte und sonstige Veranstaltungen, insbesondere auch in der Kammerhofgalerie im Kammerhofmuseum in Gmunden. Die Künstlervereinigung beteiligt sich immer wieder an der Kunstmesse Linz.

## Leitung
Das Kunstforum Salzkammergut wird von einem Vereinsvorstand und Beiräten geleitet. Das Team wird in regelmäßigen Abständen neu gewählt.

### Präsidenten bzw. Sprecher
- ab 1928 August Ramberg
- ab 1938 Ernst August Mandelsloh
- ab ca. 1939 Walter Schauberger
- ab 1946 Erwin Lang
- ab 1955 Franz Schicker
- ab 1978 Hans Egelkraut
- ab 1983 Heinrich Traugott
- ab 1986 Josef Linschinger
- ab 2009 Friederike Reiter
- ab 2014 Ferdinand Reisenbichler
- ab 2021 Heidi Zednik
- seit 2023 Michael Wittig

Quelle: 

## Publikationen
- 50 Jahre Künstlergilde Salzkammergut. 2 Teile. Gmunden 1978, DNB 830887598.
- Hedwig Schraml: Die Keramik, Ausstellung in der Kammerhofgalerie 2008 anlässlich des 80jährigen Bestehens der Künstlergilde Salzkammergut (1928 bis 2008) im Rahmen der Oberösterreichischen Landesausstellung, Salzkammergut. Bibliothek der Provinz, Weitra 2008, ISBN 978-3-85252-885-4.
- Kunst im Salzkammergut. Mehrteiliges Werk (Alte Meister, Geometrie +Konzept, Der Traunseher und die Bildmanufaktur Traunsee, Die Keramik, Landschaftsbilder - Bildlandschaften). 2008–2009.